# Jules Azevedo
Jules Azevedo (parfois Azévédo, Azevédo ; 3 février 1795 à Paris - 27 mars 1860 dans le 2e arrondissement de Paris) est un haut fonctionnaire français.

## Biographie
Fils de Jacob Azevedo et de Comélie-Géradine van der Capellen (fille de Robert Jasper van der Capellen (en)), il devient sous-chef du bureau de Commerce et des Colonies au ministère des Finances en 1824, puis au ministère du Commerce et des Manufactures en 1828, où il est chef de bureau dans la 3e division de la « statistique industrielle et commerciale » dirigé par André Étienne Justin Pascal Joseph François d'Audebert de Férussac. Il passe en 1829 au ministère de l'Intérieur où il est directeur du bureau de Manufactures et statistique industrielle. En mars 1837, il est appelé à la direction de la police générale au ministère de l'Intérieur par une ordonnance royale de 1837. Il est nommé maître des requêtes au Conseil d'État en 1837.
Il est préfet des Basses-Pyrénées de 1842 à 1848.
Il est inhumé au cimetière du Père-Lachaise (7e division).
Il est le beau-père du diplomate Fernand Delahante.

## Sources
- Marc Bouvet, Le Conseil d'État sous la Monarchie de juillet, 2001
- David Cohen, La Promotion des juifs en France à l'époque du Second empire: 1852-1870 ..., 1980